# Spio readi
Spio readi är en ringmaskart som beskrevs av Blake 1984. Spio readi ingår i släktet Spio och familjen Spionidae.
Artens utbredningsområde är havet kring Nya Zeeland. Inga underarter finns listade i Catalogue of Life.